# Детіє Фу Ндіогу Фалл
Детіє Фу Ндіогу Фалл (д/н — 1549) — 1-й дамель (володар) держави Кайор в 1549 році.

## Життэпис
Походив з династії Фалл. Син Ндіогу Мака, ламане Кайору, та Валлінг Ло. Після смерті батька десь в 1470-х роках обирається знатю ламане (правителем) Кайору. На той час він підпорядковувався імперії Волоф. 1492 року надав прихисток Бірайма Куранкану, поваленому буурба (імператору) Волоф.
З середини 1510-х років поступово став проводити політику відокремлення. Цьому сприяло послаблення імперії Волоф та збільшення багатств Детіє Фу від торгівлі з португальцями. З 1535 році почав сплачувати данину імператорам несвоєчасно.
У 1549 році відмовився сплачувати данину Волоф. У відповідь буурба волоф Лееле Фуліфак образив ламане Кайору. Тоді Детіє Фу Ндіогу Фалл відправив з військом свого сина Амару Нгоне Собела, до якого долучилися війська держави Баол. У вирішальній битві біля Данкі кайоро-баольське військо здобуло перемогу над імператором Волофу, який загинув.
Детіє Фу Ндіогу оголосив про незалежність, прийнявши титул дамель. Втім через 6 днів після коронації він загинув внаслідок нещасного випадку. Трон перейшов до його сина Амару Нгоне Собел.